# The Sugarcubes
The Sugarcubes (islandsky: Sykurmolarnir) byla islandská hudební skupina působící mezi lety 1986 a 1992. Skupina byla populární i v zahraničí, jejímu projevu dominovaly výstřední texty a hlas Björk Guðmundsdóttir, která se po rozpadu skupiny proslavila jako sólová umělkyně.
Skupinu kromě Björk tvořili:
- Sigtryggur Baldursson (bicí)
- Einar Örn Benediktsson (zpěv, trumpeta)
- Einar Melax (klávesy)
- Þór Eldon (kytara)
- Bragi Ólafsson (baskytara)
- Margrét Örnólfsdóttir (klávesy)

## Diskografie

### Alba
| rok  | album                                      | UK | US |
| ---- | ------------------------------------------ | -- | -- |
| 1988 | Life's Too Good                            | 14 | 54 |
| 1989 | Here Today, Tomorrow, Next Week!           | 15 | 70 |
| 1992 | Stick Around for Joy                       | 16 | 95 |
| 1992 | It's It (remixy)                           | -  | -  |
| 1998 | The Great Crossover Potential (výběr hitů) | -  | -  |

### Singly
| rok  | skladba             | UK singly | USA modern rock | USA taneční | album                          |
| ---- | ------------------- | --------- | --------------- | ----------- | ------------------------------ |
| 1988 | "Birthday"          | -         | -               | -           | Life's Too Good                |
| 1988 | "Motorcrash"        | -         | 10              | -           | Life's Too Good                |
| 1989 | "Regina"            | -         | 2               | -           | Here Today Tomorrow Next Week! |
| 1992 | "Hit"               | 17        | 1               | -           | Stick Around For Joy           |
| 1992 | "Walkabout"         | -         | 16              | -           | Stick Around For Joy           |
| 1992 | "Leash Called Love" | -         | -               | 1           | It's It                        |